# Frankie Wilde
Frankie Wilde (It's All Gone Pete Tong), ou Quel délire, Pete Tong ! au Québec, est une comédie dramatique britannico-canadienne réalisé par Michael Dowse, sorti en 2004.

## Synopsis
À Ibiza, comme dans le monde entier, Frankie Wilde est reconnu pour être un DJ surdoué, et son talent met la foule en délire à chacune de ses prestations.
Victime de son succès, il sombre malheureusement dans la drogue et commence à se couper peu à peu de la réalité. Toute sa vie finit par s'effondrer lorsqu'il découvre que son ouïe faiblit dangereusement, et il devient rapidement complètement sourd.
Frankie se coupe totalement du monde extérieur et commence à baisser les bras, jusqu'au jour où il décide de se reprendre en main et d'affronter son handicap.
À force de persévérance, il apprend à ressentir les sons, et il arrive finalement à retrouver sa passion, et son retour en tant que DJ sourd connaît un immense succès. Mais Frankie a changé de vie et il décide de disparaître pour ne pas sombrer de nouveau dans la vie de débauche qu'il menait précédemment.
Le film dénonce la drogue et le marketing abusif qui ont pollué le monde du clubbing et du djing.

## Fiche technique
- Titre original : It's All Gone Pete Tong
- Titre français : Frankie Wilde
- Titre québécois : Quel délire, Pete Tong !
- Réalisation : Michael Dowse
- Scénario : Michael Dowse
- Photographie : Balazs Bolygo
- Montage : Michael Dowse
- Direction artistique : Paul Burns
- Mixage musique : Pete Tong
- Production : Allan Niblo, James Richardson
  - Coproduction : Mario Ohoven, Michael Ohoven, Eberhard Kayser
- Société de production : True West Films, Vertigo Films
- Société de distribution : Équation, France
- Label de la bande originale : Positiva
- Pays d'origine :  Canada et  Royaume-Uni
- Genre : comédie
- Format : couleur - 35 mm - Dolby
- Durée : 90 minutes
- Dates de sortie : 
  - Canada : 15 septembre 2004 (festival de Toronto)
  - Royaume-Uni : 30 avril 2005 (festival du Commonwealth) ; 27 mai 2005 (sortie nationale)
  - France : 28 septembre 2005

## Distribution
Légende : VQ = Version Québécoise
- Paul Kaye (VQ : François Godin) : Frankie Wilde
- Beatriz Batarda (VQ : Élise Bertrand) : Penelope Garcia
- Kate Magowan (VQ : Hélène Mondoux) : Sonja Slowinski
- Dan Antopolski (VQ : Martin Watier) : Eric Banning
- Mike Wilmot (VQ : Martin Watier) : Max Haggar
- Neil Maskell (VQ : Tristan Harvey) : Jack Stoddart
- Pete Tong : lui-même
- Paul Spence : Alfonse
- David Lawrence : Horst
- Carl Cox : lui-même
- Paul Van Dyk : lui-même
- Charlie Chester : lui-même
- Tiësto : lui-même

## Commentaires
Il y a plusieurs inspirations possibles pour le personnage de Frankie Wilde :
- Frankie Knuckles, l'un des inventeurs de la House music
- Larry Levan, DJ du célèbre Studio 54 & Paradise Garage
- Roger Sanchez, célèbre DJ d'Ibiza

La participation de célèbres DJs comme Pete Tong (DJ sur BBC Radio 1), Carl Cox, Paul Van Dyk, ou encore DJ Tiesto, apporte un réalisme presque comique au film (qui peut être interprété comme une satire sur le monde du clubbing).

## Distinctions
- 2006 : Prix Génie du meilleur film : Canada
- 2006 : Vancouver Film Critics Circle
- 2005 : Canadian Comedy Award
- 2005 : Leo Awards
- 2005 : U.S. Comedy Arts Festival
- 2005 : Gen Art Film Festival : Michael Dowse
- 2005 : British Independent Film Award (nommé)